# Kveldssanger
Kveldssanger («canciones del crepúsculo») es el segundo álbum de estudio de la banda noruega Ulver, editado en 1996.
El disco consiste en temas de corte dark folk, marcando un contraste con el álbum debut Bergtatt - Et Eeventyr i 5 Capitler, de 1995, mayormente orientado a un sonido crudo de black metal.

## Lista de temas
Todas las canciones escritas y compuestas por Haavard & Garm. 
| N.º | Título                                                                     | Duración |  |
| 1.  | «Østenfor Sol Og Vestenfor Maane» ("East of the Sun and West of the Moon") | 3:26     |  |
| 2.  | «Ord» ("Words")                                                            | 0:17     |  |
| 3.  | «Høyfjeldsbilde» ("Mountaintop Picture")                                   | 2:15     |  |
| 4.  | «Nattleite» ("Night Time")                                                 | 2:12     |  |
| 5.  | «Kveldssang» ("Twilight Song")                                             | 1:32     |  |
| 6.  | «Naturmystikk» ("Nature Mystic")                                           | 2:56     |  |
| 7.  | «A Cappella (Sielens Sang)» ("A Cappella (Song of the Soul)")              | 1:26     |  |
| 8.  | «Hiertets Vee» ("The Heart's Woe")                                         | 3:55     |  |
| 9.  | «Kledt I Nattens Farger» ("Clad in Colours of the Night")                  | 2:51     |  |
| 10. | «Halling» ("Halling")                                                      | 2:08     |  |
| 11. | «Utreise» ("Exodus")                                                       | 2:57     |  |
| 12. | «Søfn-ør Paa Alfers Lund» ("Drowsiness on the Faerie Mound")               | 2:38     |  |
| 13. | «Ulvsblakk» ("The Black of a Wolf")                                        | 6:56     |  |

## Personal
- Kristoffer Rygg (Garm) - voz
- Håvard Jørgensen - guitarra
- Erik Olivier Lancelot - percusión, flauta